# 武田ロマン劇場
『武田ロマン劇場』（たけだロマンげきじょう）は、1961年10月12日から1963年4月11日まで日本テレビ系列が編成していた日本テレビ製作のテレビドラマ放送枠である。武田薬品一社提供。

## 編成時間
いずれも日本標準時。
- 木曜21:45 - 22:30 （1961年10月12日 - 1962年4月19日）
- 木曜22:30 - 23:15 （1962年4月26日 - 9月27日）
- 木曜20:45 - 21:30 （1962年10月4日 - 1963年4月11日）

## 放送作品一覧

### 1961年
- 月よりの使者
- 誰か夢なき
- 三百六十五夜
- 男の償い

### 1962年
- 幾山河
- 新雪
- 良人の貞操
- かくて夢あり
- みちのくの恋
- 処女峰
- 緑の地平線
- 新妻鏡
- 転落の詩集
- その人の名は言えない
- 胸より胸に
- 月は上りぬ
- うず潮
- 涙
- 朱と緑
- 裲襠（うちかけ）
- エデンの海
- 遠い雲
- くちづけ
- 佳人
- 女紋
- 銀心中
- 新説山崎街道
- 珠はくだけず
- 夜の蝶

### 1963年
- 皇女和の宮
- 三味線とオートバイ
- 空港
- 雪どけ銀座
- 浅草の夜
- 螢の光
- 祇園囃子
- 春来る銀座
- 新橋夜話